# Joachim Nitsche
Joachim Nitsche (Nossen, Saxônia, 2 de setembro de 1926 – Freiburg im Breisgau, 12 de janeiro de 1996) foi um matemático alemão, que trabalhou com equações diferenciais parciais e análise numérica.

## Vida e obra
Seus pais foram professores ginasiais de matemática e física. Após o serviço militar na Segunda Guerra Mundial e ter sido prisioneiro de guerra, fez em 1946 o abitur em Bischofswerda e estudou matemática a partir de 1947 na Universidade de Göttingen, onde obteve o diploma com Franz Rellich. Obteve um doutorado em 1951 na Universidade Técnica de Berlim, orientado por Wolfgang Haack. Dois anos depois obteve a habilitação em 1953 na Universidade Técnica de Berlim (Randwertprobleme für die Einbettung und Verbiegung positiv gekrümmter berandeter Flächenstücke). Em 1955 foi docente da Universidade Livre de Berlim. Em 1957 foi para a IBM em Böblingen.
Em 1958 foi professor extraordinário da Universidade de Freiburgo, onde foi de 1962 até aposentar-se em 1991 catedrático de matemática aplicada. Em 1971/1972 foi decano da Faculdade de Matemática.
Foi casado desde 1952 com Gisela Lange, tendo a casal três filhos. Seu irmão Johannes Nitsche foi também um matemático.
Foi palestrante convidado do Congresso Internacional de Matemáticos em Helsinque (1978: Approximation des eindimensionalen Stefan-Problems durch Finite Elemente).